# Atchonsa
Atchonsa est l'un des cinq arrondissements de la commune de Bonou dans le département de l'Ouémé au Bénin.

## Géographie
L'arrondissement de Atchonsa est situé au sud-est du Bénin et compte 5 villages que sont Agonhoui, Agomahan, Dogba, Dogba He et Gboa.

## Démographie
Selon le recensement de la population de 2013 conduit par l'Institut national de la statistique et de l'analyse économique (INSAE), Atchonsa compte 8322 habitants .